# 恋物語 (西尾維新)
『恋物語』（コイモノガタリ）は、西尾維新による小説。〈物語〉シリーズの第9弾（通巻12巻目）として講談社BOXレーベルにて2011年12月に刊行された。イラストレーションはVOFAN。

## 概要
現代の怪異を描き、大ヒットした『化物語』のその後を描いた〈物語〉シリーズ・セカンドシーズンの最終巻。話数表記およびサブタイトルは第恋話「ひたぎエンド」となっている。『化物語』第一話の「ひたぎクラブ」のメインヒロインである戦場ヶ原ひたぎ（せんじょうがはらひたぎ）と『囮物語』第乱話「なでこメドゥーサ」の主人公である千石撫子（せんごくなでこ）の恋の物語に終止符が打たれる。
時系列は『囮物語』は11月の物語だったが、それから2ヶ月が過ぎた1月から2月までの時期となる。本作については、前作『鬼物語』にて戦場ヶ原ひたぎが語り部となることが予告されていたが、実際には『偽物語』でひたぎの敵役だった詐欺師の貝木泥舟（かいきでいしゅう）が語り部となっている。貝木は冒頭文で自ら信頼できない語り手であると宣言し、本作の内容が虚実入り乱れたものであるとほのめかす。
パッケージイラストにはニット帽をかぶりマフラーをした戦場ヶ原ひたぎが線路の間に立つ姿が描かれている。
本作のプロモーションとしては、中央・総武線、京浜東北線、埼京線・東京臨海高速鉄道りんかい線の電車で中吊り広告を使ったり、札幌市営地下鉄の大通駅、仙台地下鉄の仙台駅、名鉄名古屋駅、大阪の阪急梅田駅、西鉄福岡（天神）駅で巨大な看板が設置されたりした。CMはアニメ『化物語』で主人公の阿良々木暦（あららぎこよみ）役を演じた神谷浩史がナレーションを務め、アニメ『偽物語』の合間に流された。
本書は、2010年の7月に発売された『猫物語 黒』にて同時に6冊が発表されたセカンドシーズンの最後の1冊である。当初はこの巻で完結すると思われていたが、結局いくつかの謎は残り、続刊の『憑物語』『終物語』『続・終物語』がファイナルシーズンとして発表された。
販売部数はオリコン調べによると発売から3週間で約20万部となっており、BOOK（総合）ランキングでは2週連続で1位を獲得。2012年のオリコンランキングでは273,486部で25位を記録した。
他の<物語>シリーズと同様にアニメ化され、2013年11月23日より放送開始。また、放送開始日には読売新聞には書き下ろし短編の「ひたぎサラマンダー」が掲載された。

## あらすじ

### ひたぎエンド
11月－千石撫子はクチナワの怪異と同化し蛇神となってしまう。撫子が阿良々木暦を殺そうとしたその時、恋人の戦場ヶ原ひたぎは自分の命と引き換えに暦の命を助けてくれるように懇願した。ひたぎは撫子と取引をし、4ヶ月の猶予をもらう。－そして2ヶ月が経過した1月1日。ひたぎは一つの決断をする。
1月1日、詐欺師の貝木泥舟はかつて騙した少女の戦場ヶ原ひたぎからの電話を受ける。「騙して欲しい人間がいる」、と。咄嗟に沖縄にいるからと嘘をついて断ろうとする貝木だったが、ひたぎは沖縄にまで来ると言い出し、会うことになってしまう。話を聞くと騙す相手は千石撫子という少女らしい。撫子は蛇神となり、ひたぎとその彼氏である阿良々木暦を卒業式の日に殺すと予告しているという。あと74日の間に何とか彼女を騙し、ひたぎと暦の命を助けられないだろうか、という依頼だった。かつてひたぎの「奇病」を治す手助けをした怪異の専門家である忍野メメも行方不明となり、海外にまで探しに行っているが見つからない。こうなったらと藁にもすがる気持ちで貝木に依頼したのだと言う。
気の進まない貝木だったが、彼なりの考えからこの依頼を引き受けることになる。詐欺師・貝木の「神様騙し」という一世一代の大仕事が始まる。

### ひたぎサラマンダー
貝木泥舟はある時、戦場ヶ原ひたぎとレイ・ブラッドベリの華氏451度について話をする。その会話の中で貝木はひたぎの中にある熱い恋心に気づくのだった。

## 登場キャラクター
貝木 泥舟（かいき でいしゅう）
声 - 三木眞一郎
本作の主人公。かつて戦場ヶ原の一家を離婚に追いやった詐欺師で、空気を吐く様に嘘を吐き、全ては金のために行動するとうそぶく男。昨年の夏に中学生を相手に「おまじない」を教えては金を取っていた。阿良々木暦、戦場ヶ原ひたぎと対決し、二度とこの街に来ない約束をしていたが、今回はひたぎの依頼で撫子を騙すことになる。
なお、貝木についての挿絵はそれまで一切発表されていなかったが、本書の発売直前の2011年12月17日にアニメ『偽物語』公式サイトにてキャラクターイラストが公開された。
戦場ヶ原 ひたぎ（せんじょうがはら ひたぎ）
声 - 斎藤千和
本シリーズのメインヒロイン。かつて体重が異様に軽くなる奇病にかかり、5人の詐欺師に騙され、母親は新興宗教にすがり、両親は離婚、家庭崩壊を経験した少女。その後、阿良々木暦に出会い、この問題の解決を助けてもらったことがきっかけで友達となり、やがて恋人になった。暦の彼女であるという理由から撫子に命を狙われており、暦には内緒で貝木に助力を依頼する。高校3年生だが、推薦が取れているため受験勉強はしていない。
阿良々木 暦（あららぎ こよみ）
声 - 神谷浩史
ファーストシーズンの主人公。私立直江津高校の3年生男子。困っている人間を助けずにはいられない性格で、戦場ヶ原ひたぎ、千石撫子など怪異に関わる少女を助けている。撫子からは愛憎入り混じった複雑な感情を向けられており、ひたぎ共々命を狙われている。怪異化した撫子を元に戻そうと何度も北白蛇神社に通っているが、その度に返り討ちに遭っている。
千石 撫子（せんごく なでこ）
声 - 花澤香菜
公立七百一中学校に通っていた中学2年生女子。『化物語』では貝木の流布した「蛇の呪い」をクラスメイトにかけられ命を落としそうになる。暦に助けられてから恋仲になりたいと思っていたが、暦に彼女がいることを知り精神的に病んでしまう。『囮物語』では禁断のお札の力を得て、嫉妬に狂う蛇神の怪異となった。再建された北白蛇神社にて、暦とひたぎと忍を殺す約束の日を待っている。
羽川 翼（はねかわ つばさ）
声 - 堀江由衣
暦やひたぎのクラスメイト。かつて猫や虎の怪異に関わった時に、暦や忍野メメに助けられたことがある。メメを探すために日本を離れているが、一日だけ帰国し、貝木と出会う。
斧乃木 余接（おののき よつぎ）
声 - 早見沙織
陰陽師・影縫余弦（かげぬい よづる）に支える式神の童女。つきあった人間の影響でキャラクターがよく変わり、今回は横ピースをする。一人称は「僕」だが女の子。

## 書籍
- 西尾維新（著） / VOFAN（イラスト） 『恋物語』 講談社〈講談社BOX〉、2011年12月20日第1刷発行（12月21日発売[6]）、ISBN 978-4-06-283792-7

## テレビアニメ
2013年7月より放送されたテレビアニメ『〈物語〉シリーズ セカンドシーズン』で、本作の「ひたぎエンド」がセカンドシーズンの他5作品と共にTOKYO MXほかにて放送された。